# 戦後最大のハーモニー
『戦後最大のハーモニー』（せんごさいだいのハーモニー）は、1998年11月21日に発売されたブリーフ&トランクスのメジャー2枚目のアルバムである。

## 解説
前作からわずか5ヶ月後に発売された。
ダイプロXの倒産、ブリーフ＆トランクス再結成に伴い2014年07月30日、VIVID SOUNDから再発売。その際、アルバム未収録のシングルCD収録曲がボーナストラックとして収録。プロモーションビデオ集収録映像がボーナスDVDとして追加されている。

## 収録曲
1. みそ汁ストロー (3:51) 
作詞・作曲:伊藤多賀之、編曲:ブリーフ&トランクス
厚化粧のために奇妙な行動をする彼女の歌。合いの手に早口言葉が挿入される。
2. ホルマリン漬けの君 (3:33) 
作詞・作曲:伊藤多賀之、編曲:ブリーフ&トランクス
ホルマリン漬けの生物を愛でる大学生の歌。
2012年7月に行われたライブ、「戦後最大の再結成」を行う前に伊藤がブログで歌って欲しい曲のリクエストを行った結果、かなりの人気があり、(8票)伊藤自身も不思議に思っていた。ちなみに1番人気があったのは「星占い」(9票)であるが、歌われなかった。
3. 風のとらえかた (3:29)
作詞・作曲:細根誠、編曲:ブリーフ&トランクス
3rdシングル「青のり」のカップリング曲。
4. Water Road (4:01)
作詞・作曲:伊藤多賀之、編曲:ブリーフ&トランクス
喉が渇いて水道を求める歌。
5. 青のり (4:22)
作詞・作曲:伊藤多賀之、編曲:ブリーフ&トランクス
3rdシングルの表題曲。ブリトラの代名詞的曲でもある。アレンジは同じだが歌詞を変えた「エキスバージョン」が3rdアルバム「ボクらのエキス」に収録されている。
6. 遠足 (3:48)
作詞・作曲:伊藤多賀之、編曲:ブリーフ&トランクス
4thシングルの表題曲。遠足にありがちなことを述べていく。
7. 青い春 (3:57)
作詞・作曲:伊藤多賀之、編曲:ブリーフ&トランクス
8. 平成たいやき物語 (3:47)
作詞・作曲:伊藤多賀之、編曲:ブリーフ&トランクス
たこやきに奪われてしまった人気を奪い返すため、たいやき協会が奮闘する様子が描かれた歌。
9. 外反母趾 (3:47)
作詞・作曲:伊藤多賀之、編曲:ブリーフ&トランクス
4thシングル「遠足」のカップリング曲。様々な現代病により、彼氏と思う存分イチャイチャできない女性の苦悩を明るい曲調に乗せて歌っている。
10. 街角キッス (4:11)
作詞・作曲:細根誠、編曲:ブリーフ&トランクス
衆人の前で彼女とのキスを見せつけようと気合を入れるが、なかなかタイミングがつかめないという歌。
11. ふとん (3:30)
作詞・作曲:伊藤多賀之、編曲:ブリーフ&トランクス
12. ティッシュ配り (2:56)
作詞:伊藤多賀之、作曲:モーリス・ラヴェル、編曲:ブリーフ&トランクス・中町俊自
ラヴェルの「ボレロ」に歌詞を付けたもの。無言でティッシュを差し出してくるティッシュ配りに関しての歌。この曲のみ歌詞カードに歌詞が記載されていない。

## 復刻版

### 主な差異
- シングルCDのみに収録されていた楽曲がボーナストラックとして収録されている。
- 映像作品を収録したDVDが付属されている。
- 作詞・作曲に細根が関わっていない楽曲の編曲者の表記が、ブリーフ&トランクスから伊藤多賀之に変更された。
- 「ティッシュ配り」の歌詞が記載された。

### ボーナストラック
1. デザイア (4:35)
作詞・作曲・編曲:伊藤多賀之
6thシングル「コンビニ」のカップリング曲
2. 島と星のキョリ (3:10)
作詞:細根誠, 伊藤多賀之、作曲:細根誠、編曲:ブリーフ&トランクス
7thシングル「石焼きイモ」のカップリング曲
3. 青のり（オリジナルカラオケ） (4:20)
3rdシングル「青のり」より

### ボーナスDVD
1. BURI BURI BURITORA BURI RAP!
2. 青のり
3. ブリトラ劇場
4. しょーもない唄
5. BURI BURI BURITORA BURI TAISOU!2

## 他の収録CD
- 3rdシングル「青のり」 (#3, #5)
- 4thシングル「遠足」 (#6, #9)
- 5thアルバム「BURITORA GOLDEN BEST」 (#3, #5, #8, #9)

## 担当
- 伊藤多賀之（ボーカル、アコースティックギター、エレキギター、プログラミング）
- 細根誠（ボーカル、ハープ）
- 中町俊自（シンセサイザーオペレーター）
- 猪俣彰三（レコーディングエンジニア＆ミキシングエンジニア）
- 原美智代（Sky Art）（アシスタント・エンジニア）

- 藤本真希（Daipro-X）（アートディレクション）
- マリモラッコ（デザイン）
- 前島正義（デザイン）
- 永島浩之（アシスタント・ディレクター）
- NITTA-MAN（プロデューサー、ディレクター）
- 新田一郎（エグゼクティブプロデューサー）